# Rošpoh, Kungota
Rošpoh este o localitate din comuna Kungota, Slovenia, cu o populație de 236 de locuitori.